# National Post
National Post — канадская англоязычная газета. Она является ведущим изданием Postmedia Network и выходит со вторника по субботу. Основана в 1998 году Конрадом Блэком. Вначале газета распространялась на уровне страны, но позже ежедневное издание стало выходить только в провинциях Онтарио, Квебек, Альберта и Британская Колумбия, и лишь субботний выпуск был доступен в Манитобе и Саскачеване. С 2006 года National Post больше не распространяется в Атлантической Канаде и на территориях.

## История
Конрад Блэк создал National Post на базе Financial Post, финансовой газеты из Торонто, которую Hollinger Inc. приобрела у Sun Media в 1997 году. Старое название Financial Post сохранилось в качестве заголовка раздела новой газеты, посвящённого бизнесу.
За пределами Торонто для печати и распространения National Post использовала инфраструктуру национальной сети Hollinger, ранее называвшейся Southam Newspapers, в которую входили газеты Ottawa Citizen, Montreal Gazette, Edmonton Journal, Calgary Herald и Vancouver Sun. National Post стала флагманским изданием Блэка, а редактором газеты был назначен Кен Уайт.
Блэк пытался напрямую конкурировать с медиа-империей Кеннета Томсона и её крупнейшим изданием The Globe and Mail, которое Блэк и многие другие воспринимали как платформу либерального истеблишмента. National Post, напротив, представлял консервативную редакционную позицию, выступая за движение «объедини правых», чтобы создать жизнеспособную альтернативу либеральному правительству Жана Кретьена, и поддерживая Канадский альянс. Колумнистами издания были как либералы, вроде Линды Маккуэйг, так и консерваторы, включая Марка Стейна, Дайан Фрэнсис и Дэвида Фрума. В состав редакционной коллегии National Post входили Эзра Левант, Нил Симан, Джонатан Кей, член парламента от консерваторов Джон Уильямсон и историк Александр Роуз.
Первоначальный дизайн National Post был разработан Люси Лакава, консультантом по дизайну из Монреаля. На первой странице газеты содержался девиз «Газета с лучшим дизайном в мире».
National Post долгое время не могли совладать с рынком, продолжая работать с годовым бюджетным дефицитом. Одновременно с этим Конрад Блэк был озабочен долгами своей медиа-империи Hollinger International. В результате Блэк избавился от своих канадских медиахолдингов и продал National Post компании CanWest Global Communications Corp, контролируемой Израилем «Иззи» Аспером. Сделка прошла в два этапа: 50 % были проданы в 2000 году вместе с газетной сетью Саутхэм, а оставшиеся 50 % — в 2001 году.
Иззи Аспер умер в октябре 2003 года, и его сыновья Леонард и Дэвид Аспер взяли на себя управление CanWest, последний из которых возглавил National Post. Главный редактор Мэтью Фрейзер ушел в отставку в 2005 году после того, как новым издателем — седьмым за семь лет истории газеты — стал Лес Пайет. Новым редактором стал заместитель Фрейзера Даг Келли. Через семь месяцев Пайет покинул должность «по личным обстоятельствам» и его заменил Гордон Фишер.

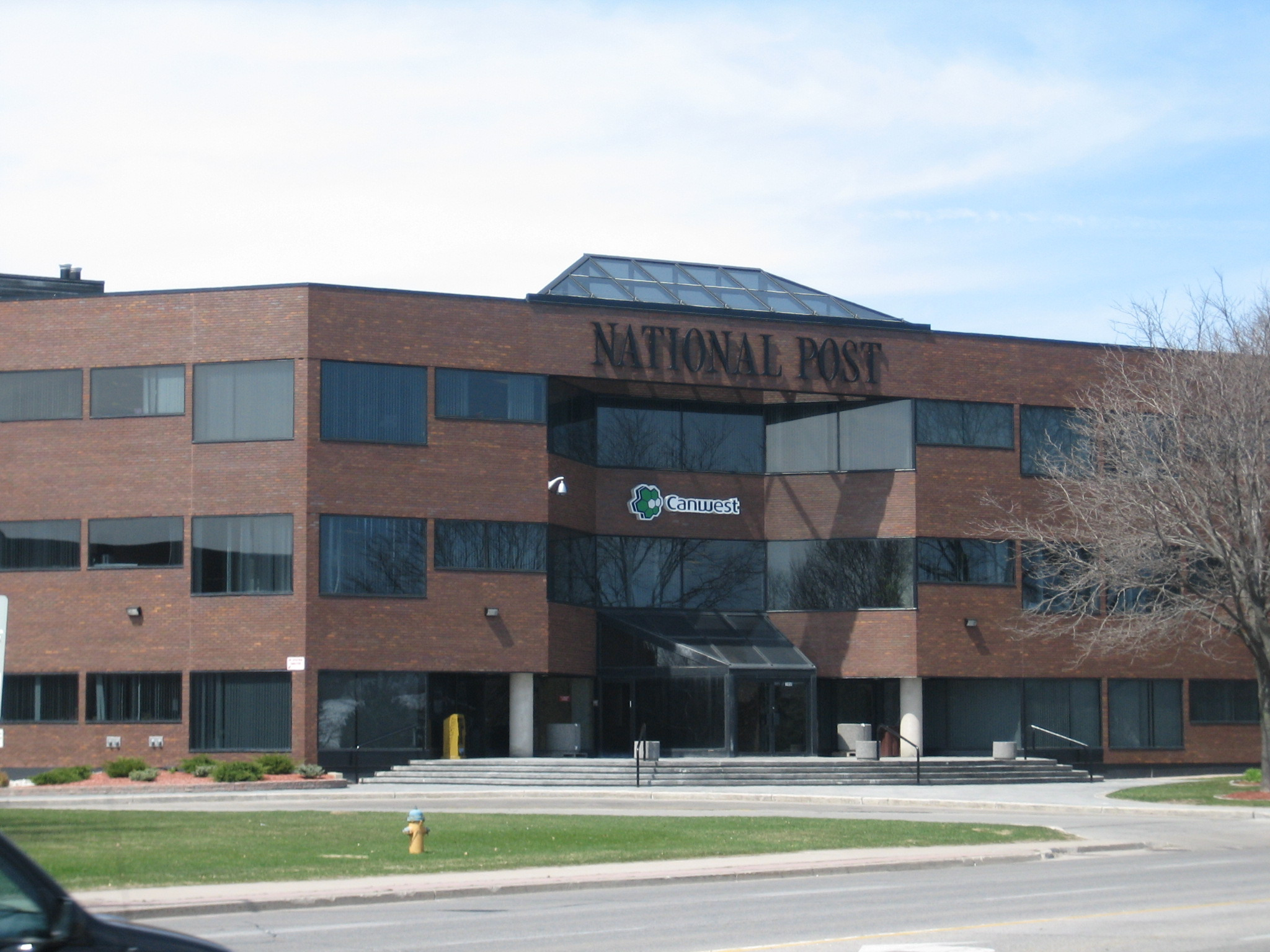
Бывшее здание National Post в Торонто

В 2006 году National Post ограничила распространение издания в Атлантической Канаде, последовав тенденции, начатой The Globe and Mail и Toronto Star, двумя другими канадскими газетами. С 2007 года печатные издания были удалены из всех газетных киосков Atlantic Canadian, за исключением Галифакса. Сосредоточившись на онлайн-публикациях, в 2008 году газета приостановила выпуск номеров по будням и доставку на дом в Манитобе и Саскачеване. Переориентация на цифровые технологии продолжилась и в следующее десятилетие.
Подобно своему крупнейшему конкуренту The Globe and Mail, National Post выпускала отдельное издание в Торонто, Онтарио, крупнейшем городе Канады и четвёртом по величине англоязычном медиацентре в Северной Америке после Нью-Йорка, Лос-Анджелеса и Чикаго. Издание для Торонто включало дополнительный местный контент, недоступный в остальной части Канады, и печаталась в пресс-центре Toronto Star в Воне.
В 2009 году газета объявила, что в качестве временной меры по сокращению расходов она не будет печатать номер по понедельникам с июля по сентябрь 2009 года. 29 октября 2009 года Canwest Global объявила, что из-за отсутствия финансирования National Post может быть закрыта немедленно. Поздно вечером в тот же день судья Верховного суда Онтарио Сара Пепалл вынесла решение в пользу Canwest и разрешила газете перейти в холдинговую компанию.
28 октября 2011 года National Post объявила о первой прибыли по результатам финансового года.
По состоянию на конец 2010-х годов газета принадлежала Postmedia Network Canada Corp., канадской медиа-компании со штаб-квартирой в Торонто, Онтарио, состоящей из издательских домов бывшего Canwest, основной деятельностью которой являлись издание газет, сбор новостей и операции в Интернете.
13 июля 2010 года инвестиционная группа, в состав которой вошла американская частная компания Golden Tree Asset Management, завершила $1,1-миллиардную сделку по приобретению сети у Canwest 13 июля 2010 г. В новой компании работало более 5 500 сотрудников. Акции компании появились на фондовой бирже Торонто в 2011 году.

## Главные редакторы
- Кеннет Уайт (1998—2003)
- Мэтью Фрейзер (2003—2005)
- Даг Келли (2005—2010)
- Стивен Мерис (2010—2014)
- Энн Мари Оуэнс (2014—2019)
- Роб Робертс (2019-н.в.)